# Julija Džyma
Julija Valentynivna Džyma (in ucraino Юлія Валентинівна Джима?; Kiev, 19 settembre 1990) è una biatleta ucraina.

## Biografia
Nata a Kiev, in Coppa del Mondo ha esordito il 4 gennaio 2012 a Oberhof (8ª), ha ottenuto il primo podio il 9 dicembre successivo a Hochfilzen (2ª) e la prima vittoria il 3 gennaio 2013 ancora a Oberhof.
In carriera ha preso parte a due edizioni dei Giochi olimpici invernali, Soči 2014 (42ª nella sprint, 7ª nell'individuale, 22ª nella partenza in linea, 1ª nella staffetta) e Pyeongchang 2018 (6ª nell'individuale, 7ª nella staffetta mista), e a undici dei Campionati mondiali, vincendo cinque medaglie.

## Palmarès

### Olimpiadi
- 1 medaglia:
  - 1 oro (staffetta a Soči 2014)

### Mondiali
- 5 medaglie:
  - 2 argenti (staffetta[2] a Nové Město na Moravě 2013; staffetta[2] a Hochfilzen 2017)
  - 3 bronzi (staffetta[2] a Östersund 2019; staffetta[2] ad Anterselva 2020; staffetta[2] a Pokljuka 2021)

### Europei
- 9 medaglie:
  - 5 ori (staffetta a Val Ridanna 2011; staffetta a Brezno-Osrblie 2012; staffetta a Otepää 2015; sprint a Duszniki-Zdrój 2017; staffetta mista a Minsk-Raubyči 2020)
  - 3 argenti (sprint a Bansko 2013; inseguimento a Duszniki-Zdrój 2017; individuale a Lenzerheide 2023)
  - 1 bronzo (staffetta mista a Duszniki-Zdrój 2017)

### Coppa del Mondo
- Miglior piazzamento in classifica generale: 8ª nel 2017
- 21 podi (8 individuali, 13 a squadre), oltre a quelli conquistati in sede iridata e validi anche ai fini della Coppa del Mondo:
  - 4 vittorie (1 individuale, 3 a squadre)
  - 9 secondi posti (4 individuali, 5 a squadre)
  - 8 terzi posti (3 individuali, 5 a squadre)

#### Coppa del Mondo - vittorie
| Data            | Località   | Nazione  | Specialità                                                      |
| --------------- | ---------- | -------- | --------------------------------------------------------------- |
| 3 gennaio 2013  | Oberhof    | Germania | RL (con Valentyna Semerenko, Vita Semerenko e Olena Pidhrušna)  |
| 7 dicembre 2013 | Hochfilzen | Austria  | RL (con Vita Semerenko, Valentyna Semerenko e Olena Pidhrušna)  |
| 17 gennaio 2016 | Ruhpolding | Germania | RL (con Iryna Varvynec', Valentyna Semerenko e Olena Pidhrušna) |
| 6 dicembre 2018 | Pokljuka   | Slovenia | IN                                                              |

Legenda:

IN = individuale

RL = staffetta